# Marvell Wynne
Marvell Wynne (Pittsburgh, 8 de maio de 1986) é um ex-futebolista profissional norte-americano que atuava como zagueiro.

## Carreira
Marvell Wynne representou a Seleção Estadunidense de Futebol nas Olimpíadas de 2008.